# سیترا فبریانتی

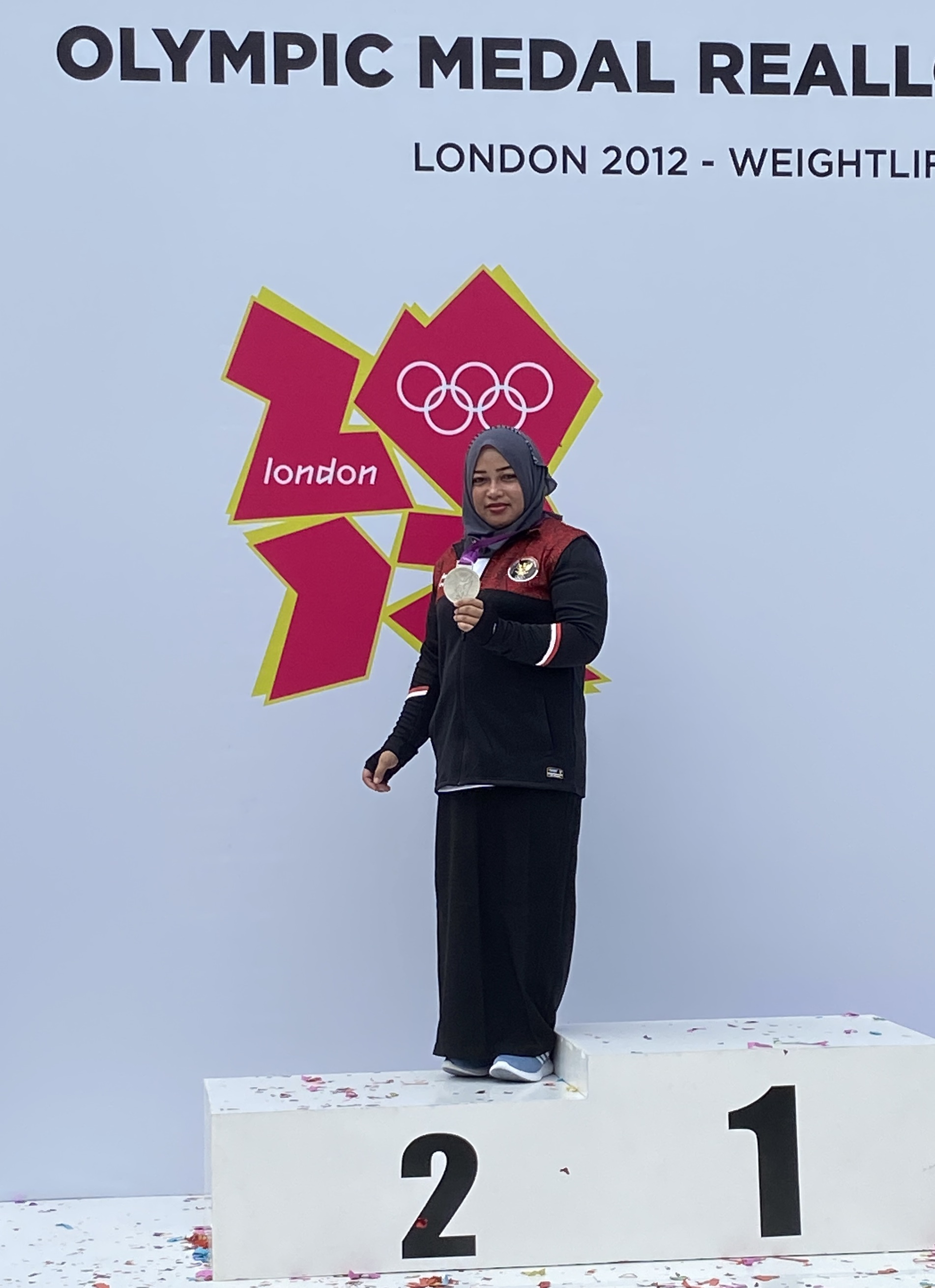
سیترا فبریانتی در المپیک لندن

سیترا فبریانتی (انگلیسی: Citra Febrianti؛ زادهٔ ۲۲ فوریهٔ ۱۹۸۸) وزنه‌بردار زن اهل اندونزی است.
وی در مسابقات کشوری و بین‌المللی در مجموع برندهٔ ۱ مدال طلا، ۲ مدال نقره، ۱ مدال برنز شده‌است.